# Municipio de North Abington
El municipio de North Abington (en inglés: North Abington Township) es un municipio ubicado en el condado de Lackawanna en el estado estadounidense de Pensilvania. En el año 2000 tenía una población de 782 habitantes y una densidad poblacional de 31.9 personas por km².

## Geografía
El municipio de North Abington se encuentra ubicado en las coordenadas 41°33′00″N 75°41′59″O / 41.55000, -75.69972.

## Demografía
Según la Oficina del Censo en 2000 los ingresos medios por hogar en la localidad eran de $57,917 y los ingresos medios por familia eran de $70,625. Los hombres tenían unos ingresos medios de $56,875 frente a los $26,964 para las mujeres. La renta per cápita de la localidad era de $35,537. Alrededor del 3,2% de la población estaba por debajo del umbral de pobreza.